# Анджони, Стефано
Стефано Анджо́ни (итал. Stefano Angioni; 18 сентября 1939, Кальяри, Королевство Италия) — итальянский конник, участник летних Олимпийских игр в индивидуальном и командном троеборье.

## Спортивная биография
На летних Олимпийских играх 1972 года в Мюнхене Стефано Анджони принял участие в троеборье. В личном троеборье итальянец не смог закончить кросс и вынужден был завершить своё выступление на играх. В командном троеборье итальянцы заняли 8-е место, но результат Анджони, при этом, не вошёл в общий зачёт сборной Италии, поскольку общая сумма команды складывалась из результатов трёх спортсменов, показавших наилучший результат. На играх Стефано выступал на лошади Sauvage.